# Diodora gibberula
Diodora gibberula is een slakkensoort uit de familie van de Fissurellidae. De wetenschappelijke naam van de soort werd in 1822 voor het eerst geldig gepubliceerd door Jean-Baptiste de Lamarck.